# Chandigarh Challenger
Il Chandigarh Challenger è stato un torneo professionistico di tennis giocato su campi in cemento. Faceva parte dell'ATP Challenger Series. Si è giocata la sola edizione del 2001 a Chandigarh in India.

## Albo d'oro

### Singolare
| Anno | Campione               | Finalista | Punteggio |
| ---- | ---------------------- | --------- | --------- |
| 2001 | Dennis van Scheppingen | Noam Okun | 6–3, 7–5  |

### Doppio
| Anno | Campioni                        | Finalisti                       | Punteggio |
| ---- | ------------------------------- | ------------------------------- | --------- |
| 2001 | František Čermák Radek Štěpánek | Giorgio Galimberti Nir Welgreen | 6–4, 6–2  |